# The Magic Numbers (album)
The Magic Numbers è l'album omonimo di debutto di The Magic Numbers. È stato nominato per un Mercury Music Prize nel 2005. I ruoli di songwriting sono stati assunti da Romeo Stodart, così come gran parte della composizione e arrangiamento musicale. Incorporava la precedente versione singola di Hymn for Her come traccia nascosta. L'album incorpora molti elementi folk all'interno del principale suono indie che risuona ovunque. L'album riflette anche molti elementi dei sogni degli scrittori della prima infanzia, storie della loro vita amorosa e disperazione della giovinezza. Ad esempio, Love Me Like You, il singolo più noto dell'album, illustra la differenza di sentimento nel loro amore reciproco.
The Magic Numbers ha iniziato a registrare l'album alla fine del 2004 ai Metropolis Studios di Chiswick. L'album è stato coprodotto da Romeo Stodart e dal produttore americano Craig Silvey.
L'album è stato nominato per il Mercury Prize nel 2005, ma ha perso con I Am a Bird Now di Antony e Johnsons. The Magic Numbers è arrivato al 43º posto nella classifica dei 50 migliori album di PopMatters del 2005.

## Tracce
1. Mornings Eleven – 5:34
2. Forever Lost – 4:11
3. The Mule – 5:11
4. Long Legs – 3:22
5. Love Me Like You – 4:50
6. Which Way to Happy – 4:27
7. I See You, You See Me – 6:00
8. Don't Give Up the Fight – 2:59
9. This Love – 5:40
10. Wheels on Fire – 4:03
11. Love's a Game – 4:48
12. Try/Hymn for Her – 13:32